# Herkruist kruis
Een herkruist kruis is een kruis waarvan drie of vier armen ieder een kruis zijn. Het herkruist kruis met spitse voet komt veel voor in Engelse heraldiek. Men gebruikt het kruis veel in Roemenië. Het kruis wordt daarom ook wel "Roemeens kruis" genoemd.
Voorbeelden van onderscheidingen met het herkruist kruis als motief zijn:
- De Orde van de Ster van Roemenië
- Het Herinneringskruis voor Dames